# 永山奈々
永山 奈々（ながやま なな、1977年6月22日 - ）は、日本の女性声優、歌手。愛知県出身。

## 来歴
代々木アニメーション学院、日本ナレーション演技研究所、ヴォアレーヴ出身。
アイムエンタープライズに所属していたが、2014年11月30日をもって退所。
歌手活動もしていた。2002年には声優ユニットであるガンダムガールズ（後述）の一員として活動した。

## 人物
方言は名古屋弁。
特技は手話である。
プロ野球観戦・映画鑑賞が趣味。
資格は普通自動車免許。
座右の銘は「Easy Come, Easy Go」。

## エピソード
- 2002年に『機動戦士ガンダム戦記 Lost War Chronicles』（TVゲーム）に出演した、浅野真澄・富岡由紀子・那須めぐみ・仁後真耶子・早川由佳子とともに、ガンダムガールズを結成している。同作のサウンドトラックCDに収録された2曲を、ガンダムガールズで担当している。活動は短期間であり、活発ではなかったものの、ガンダムの著名性から話題になった。

## 出演

### テレビアニメ
- はじめの一歩（2001年、観光客）

### ゲーム
- 機動戦士ガンダム戦記 Lost War Chronicles（2002年、アニー・ブレビッグ）
- SDガンダム GGENERATION SPIRITS（2007年、アニー・ブレビッグ）

### その他
- 快進撃TV!うたえモン（フジテレビ系）「声優スター誕生」コーナー出演

## ディスコグラフィ
- 機動戦士ガンダム戦記 オリジナルサウンドトラック（TRACK2『TRUST YOURSELF』）（「ガンダムガールズ」名義）
- Bohemian Quarter（TRACK3『Operculum』）（「featuring 永山奈々」名義）